# Звинець
Звине́ць (болг. Звънец) — село у Варненській області Болгарії. Входить до складу общини Вилчий Дол.

## Населення
За даними перепису населення 2011 року у селі проживали 60 осіб.
Національний склад населення села:
| Національність   | Кількість осіб | Відсоток |
| ---------------- | -------------- | -------- |
| турки            | 34             | 63,0%    |
| болгари          | 19             | 35,2%    |
| не визначились   | 0              | 0%       |
| Всього відповіли | 54             |          |

Розподіл населення за віком у 2011 році:
Динаміка населення: